# Hugo Nohrlander
Ernst Hugo Nohrlander, född den 3 juli 1892 i Lövestads församling, Malmöhus län, död den 24 oktober 1947 i Söderköping, var en svensk jurist. 
Nohrlander avlade studentexamen i Ystad 1911 och juris kandidatexamen vid Lunds universitet 1915.  Han blev biträdande fiskal i Skånska hovrätten 1919, adjungerad ledamot där 1922 och vice häradshövding 1923. Efter långvariga domarförordnanden blev Nohrlander tillförordnad revisionssekreterare 1931 och utnämndes till häradshövding i Hammarkinds, Stegeborgs och Skärkinds domsaga 1932. Han blev suppleant för ordföranden i Östergötlands läns poliskollegium 1934. Nohrlander blev riddare av Nordstjärneorden 1938. Han vilar på Riseberga kyrkogård nära Ljungbyhed.